# Войцех Здаржинський

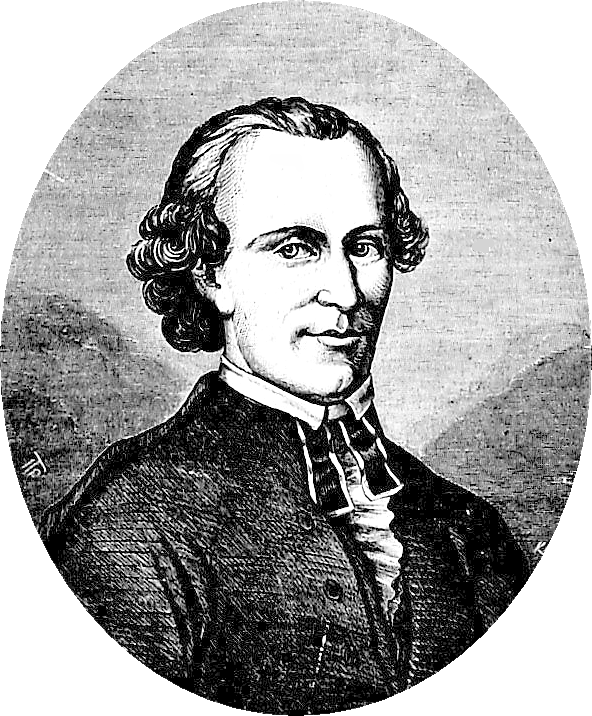
Міхал Димітр Краєвський, автор Войцеха Здаржинського

Войцех Здажинський (народжений Войцех Здажинський, що описує його життя та події) — фантастичний утопічний роман Міхала Димітра Краєвського, опублікований у Варшаві в 1785 році. У ньому розповідається історія головного героя, його подорожі на Місяць і зустрічі з мешканцями Сієла. Сюжет роману стосується «Справи Миколая Досьвядчинського» Ігнація Красіцького.

## Пісенні джерела
Творчість Краєвського використовує передусім сюжетну схему «Справ Миколая Досьвядчинського», а також численні моделі з іноземної літератури, особливо фантастичних подорожніх романів і моралізаційних творів, зокрема: «Кандід» Вольтера, «Мандри Гуллівера» Джонатана Свіфта, «Відкриття світу на Місяці» Джона Вілкінса, «Комічна історія держав та імперій Місяця» Сірано де Бержерака та «2440 рік, мрія, якщо вона взагалі існувала» Луї-Себастьяна Мерсьє.
Проте мотив подорожі на повітряній кулі в романі був дуже модним у Польщі того часу — вдалий експеримент братів Монгольф'є викликав широкий інтерес, і багато заможних магнатів намагалися будувати повітряні кулі для власних потреб.

## Зміст твору
Молодий провінційний шляхтич Войцех Здаржинський отримує типове сарматське виховання. Після смерті батьків і розтрати свого статку у Варшаві герой змушений рятуватися від лихварів за допомогою повітряної кулі. Цей транспортний засіб доставляє його на Місяць, на землю, населену сієлянами. Дізнавшись про їхню утопічну землю та мудрий і доброчесний спосіб життя її мешканців, Войцех вирішує повернутися до Польщі. Однак вітер несе його повітряну кулю в Модол, столицю іншої місячної країни — Вабад. Це місце виявляється повним вад, як і земна Варшава. Здаржинський залишає їх і щасливо повертається до Польщі, під Гданськ. Там він одружується і починає щасливе землевласницьке життя.

## Образ утопічної землі
Спільнота Сієлан, яка живе на Місяці, займається переважно сільським господарством. Усі громадяни рівні, хоча мудрі люди користуються особливою повагою. Однак причиною такої поваги є не стільки знання, якими вони володіють (які порівняно низько цінуються серед сієланців), скільки їх чеснотливий і розумний спосіб життя. Глибокий пацифізм також характерний для місячної спільноти, вони цінують лише метали, з яких можна будувати знаряддя праці. Незважаючи на те, що знання не є найвищим благом для селян, вони мають чудові школи у своїй країні, а також мають багаті літературні та мистецькі досягнення.
Опис суспільства Сіеланом сповнений численних невідповідностей і упущень — Краєвський наголошує на рівності громадян, але замовчує питання влади та власності, він описує суспільство пацифістів, але водночас наголошує, що кожен громадянин носить зброю і є вояком. Тут також не дотримується типової для подібних творів умовності — ідеальна земля не сильно контрастує з батьківщиною героя, яку він радше оспівує як країну миру й гуманізму, де не було конкістадорів.